# Physalis mollis
Physalis mollis ist eine Pflanzenart aus der Gattung der Blasenkirschen (Physalis) in der Familie der Nachtschattengewächse (Solanaceae).

## Beschreibung
Physalis mollis ist eine 15 bis 50 Zentimeter hohe, ausdauernde Pflanze, die aus einem kräftigen, tief in der Erde befindlichen Rhizom entspringt. Oftmals werden auch schlanke, schwache Rhizome ausgebildet. Die Sprossachse ist aufrecht, gelegentlich verzweigend, die Zweige sind aufsteigend. Die Behaarung besteht vorwiegend aus baumförmig-sternförmig verzweigten Trichomen, die kürzer als 1 Millimeter sind, sowie aus verstreut an den unteren Knoten auftretenden, 2 bis 4 Millimeter langen, gelenkigen, baumförmig-sternförmig verzweigten oder unverzweigten Trichomen. Die Blattspreiten sind eiförmig, werden 2,5 bis 7 Zentimeter lang und 1,5 bis 6 (selten bis 7) Zentimeter breit und sind filzig behaart. Die Blattränder sind grob gezähnt, unregelmäßig oder nahezu ganzrandig. Die Basis ist abgeschnitten, nach vorn ist die Blattspreite spitz. Die Länge des Blattstiels entspricht einem Drittel bis vier Fünftel der Länge der Blattspreite.
Die Blüten stehen einzeln in den Blattachseln an 10 bis 25 (selten bis 35) Millimeter langen Blütenstielen. Der Blütenkelch ist zur Blütezeit 6 bis 10 (selten bis 12) Millimeter lang und mit kurzen, baumförmig-sternförmigen Trichomen behaart, gelegentlich treten auch lange, unverzweigte und gelenkige Trichome auf. Die Kelchzipfel werden 2,5 bis 5,5 Millimeter lang. Die Krone ist gelb gefärbt und weist fünf blassbraune bis dunkelbraune Flecken im Kronschlund auf. Die Länge der Krone liegt zwischen 9,5 und 15 (selten auch 17) Millimeter. Die Staubbeutel sind gelb oder selten auch blau oder purpurn überhaucht, sie werden 3 bis 4 Millimeter lang. Die Staubfäden sind etwa halb so breit wie die Staubbeutel.
Zur Fruchtreife ist der Kelch auf 2,5 bis 4 (selten bis 5) Zentimeter Länge und einen Durchmesser von 1,5 bis 3 Zentimetern vergrößert. Er ist grün gefärbt und ist im Querschnitt zehnwinkelig, an der Basis ist er eingedrückt. Der Blütenstiel verlängert sich auf 20 bis 40 (selten bis 52) Millimeter.

## Verbreitung und Standorte
Physalis mollis ist eine Art der Küstenebenen und Bergprovinzen der US-amerikanischen Bundesstaaten Arkansas und Louisiana sowie der angrenzenden Teile von Oklahoma und Texas. Sie wächst dort auf sandigen Böden der Prärie, entlang von Straßen und in gestörten Habitaten.

## Systematik
Innerhalb der Gattung der Blasenkirschen (Physalis) wird die Art in die Sektion Viscosa der Untergattung Rydbergis eingeordnet.

## Nachweise